# Nashville Symphony
Die Nashville Symphony ist ein US-amerikanisches Sinfonieorchester in Nashville. Das Orchester gibt zirka 140 Konzerte pro Jahr.

## Geschichte
1920 gründeten einige Freizeitmusiker und Profis zusammen ein Ensemble mit dem Namen Nashville Banner, wofür sie den Musikkritiker und Vanderbilt Universitäts-Professor Pullen Jackson in Nashville als Präsidenten und Manager gewinnen konnten. Trotz einer Steigerung des qualitativen Repertoires des Orchesters im ersten Jahrzehnt, fiel es dann doch den Folgen der Depression zum Opfer. Erst 1945 wurde auf Initiative des in Nashville geborenen Zweiten-Weltkriegs-Veteranen Walter Sharp die Nashville Symphony gegründet, um in der Mitte des US-Bundesstaates Tennessee einen Klangkörper für klassische Musik zu etablieren. Eine kleine Gruppe weiterer Musikliebhaber unterstützte Sharp dabei, die Behörden Nashvilles von dieser Notwendigkeit zu überzeugen.
Sharp verpflichtete den jungen New Yorker Dirigenten William Strickland als ersten Chefdirigenten und Musikdirektor. Das Orchester gab sein erstes Konzert im Herbst 1946 im War Memorial Auditorium im Zentrum Nashvilles. Während der fünf Jahre unter seiner Führung sorgte Strickland für eine deutliche Steigerung der künstlerischen Qualität des Ensembles. Strickland folgten Guy Taylor (1951–1959), Willis Page (1959–1967), Thor Johnson (1967–1975) und Michael Charry (1976–1982) als Musikdirektoren. Während der Amtszeit Charrys wechselte die Symphony 1980 ihre Spielstätte vom War Memorial Auditorium in die Andrew Jackson Hall im Tennessee Performing Arts Center.
1983 übernahm Kenneth Schermerhorn als Musikdirektor und Chefdirigent das Orchester über mehr als zwei Dekaden bis zu seinem Tod im April 2005 und prägte dem Ensemble seinen Stempel auf. Schermerhorn steigerte das Ansehen der Nashville Symphony mit Einspielungen auf Tonträgern, Fernsehübertragungen und einer Tournee an der Ostküste der U.S.A. mit dem Höhepunkt einer Vorstellung am 25. November 2000 in der Carnegie Hall.
Im August 2006 trat Leonard Slatkin als künstlerischer Berater mit einem Vertrag für drei Jahre ausgestattet die Nachfolge Schermerhorns an. Im September 2006 wurde das 123 Millionen Dollar teure Schermerhorn Symphony Center eröffnet. Slatkin dirigierte das Orchester in der neu erbauten Konzertstätte das erste Mal am 9. September 2006 mit Kompositionen von Schostakowitsch, Barber und Mahler und der Welt Premiere eines Triple Konzerts von Béla Fleck, Zakir Hussain und Edgar Meyer.
Im September 2007 gab das Orchester die Verpflichtung des costa-ricanischen Dirigenten Giancarlo Guerrero als siebten Musik Direktor der Nashville Symphony ab 2009 mit einer Laufzeit von zunächst fünf Jahren bekannt. Unter seiner Leitung gewann das Orchester mehrere Preise, darunter 2011 und 2013 zwei ASCAP Auszeichnungen für die Darbietung zeitgenössischer Musik und eine Anerkennung der National Endowment for the Arts um die Verdienste, die sich das Orchester um die US-amerikanische Musik gemacht hat. Zudem gewann das Orchester 13 Grammys und war für 12 weitere Grammys nominiert.

## Musikdirektoren
- 2009–: Giancarlo Guerrero
- 2006–2009: Leonard Slatkin (künstlerischer Berater)
- 1983–2005: Kenneth Schermerhorn
- 1976–1982: Michael Charry
- 1967–1975: Thor Johnson
- 1959–1967: Willis Page
- 1951–1959: Guy Taylor
- 1946–1951: William Strickland

## Tonträger
Für das Musiklabel Naxos bespielte das Orchester seit 2000 mehr als 30 Tonträger. 2008 wurde eine CD mit der Komposition Made in America von Joan Tower mit drei Grammys, darunter als beste zeitgenössische klassische Komposition, bestes klassisches Album und beste Orchesterdarbietung ausgezeichnet. Es folgte 2011 ebenfalls der Gewinn von drei Grammys für die Aufnahme von Deus Ex Machina von Michael Daugherty und 2012 ein Grammy für Christopher Rouses Concerto for Percussion and Orchestra. Die letzten drei Grammys unter der Leitung Giancarlo Guerreros gewann das Orchester am 12. Februar 2017 mit der Einspielung Michael Daughertys Tales Of Hemingway, als bestes klassisches Instrumentalsolo, bestes klassisches Sammelprogramm und beste zeitgenössische klassische Komposition.
- Abraham Lincoln Portraits, featuring works by Charles Ives, Aaron Copland, Roy Harris and others (2009)
- Beach: "Gaelic" Symphony; Piano Concerto (2003)
- Beethoven: Missa solemnis, op. 123 (2004)
- Beethoven: 7. Sinfonie (1996)
- Bernstein: Dybbuk / Fancy Free (complete ballets) (2006)
- Bernstein: West Side Story: The Original Score (2002)
- Carter: Symphony No. 1; Piano Concerto (2004)
- Chadwick: Orchestral Works Thalia / Melpomene / Euterpe (2002)
- Corigliano: A Dylan Thomas Trilogy (2008)
- Daugherty: Metropolis Symphony; Deus ex Machina (2009)
- Danielpour: Darkness in the Ancient Valley (2013)
- Fleck: The Impostor (2013)
- Gershwin: Porgy and Bess (Original 1935 Production Version) (2006)
- Gould: Fall River Legend; Jekyll and Hyde Variations (2005)
- Hanson: Orchestral Works, Vol. 1 (2000)
- Ives: 2. Sinfonie; Robert Browning Overture (2000)
- Menotti: Amahl and the Night Visitors (2008)
- Mussorgsky: Pictures at an Exhibition (Compiled by Leonard Slatkin) (2008)
- Paulus: Three Places of Enlightenment (2014)
- Piazzolla: Sinfonía Buenos Aires (2010)
- Ravel: L’enfant et les sortilèges; Shéhérazade (2009)
- Schwantner: Chasing Light... (2011)
- Sierra: Sinfonía No. 4 (2013)
- Tower: Made in America / Tambor / Concerto for Orchestra (2007)
- Riders in the Sky: Lassoed Live at the Schermerhorn (2009)
- Villa-Lobos: Bachianas Brasileiras (Complete) (2005)

## Lehr- und Öffentlichkeitsengagement
Seit April 2007 engagieren sich die Mitglieder des Orchesters in einer von ihnen gegründeten Initiative mit dem Namen Music Education City, mit dem sie das Interesse für ein breites Publikum in Nashville und Mittel-Tennessee für klassische Musik wecken wollen. Das Programm fußt auf den Säulen
- Öffentlichkeit
- Kinderkonzerte
- Musikunterricht
- Familien- und Erwachsenenbildung
- Professionelle Entwicklung
- Tourneeanweisungen

Als ein Teil der Music Education City wurde ein speziell für Schulen zugeschnittenes Programm mit dem Namen "One Note, One Neighborhood integriert, das in Kooperation mit dem Metro School System an den Grundschulen Nashvilles Kinder beim Gebrauch von Musikinstrumenten unterweist und dabei diese Instrumente nicht nur zur Verfügung stellt, sondern die Kinder auch mit eigenen Fahrzeugen zu den Lektionen transportiert. Die Nashville Symphonie plant dieses Engagement noch zu erweitern.